# 宏河镇
宏河镇，是中华人民共和国内蒙古自治区呼和浩特市清水河县下辖的一个乡镇级行政单位。

## 行政区划
宏河镇下辖以下地区：
园子湾村、一间房村、范四窑村、高茂泉窑村、巴兔也村、解放村、胶泥峁村、火烧也村、栅梢也村和聚宝庄村。